# Murillo (Colombia)
Murillo è un comune della Colombia facente parte del dipartimento di Tolima.